# Mac & Devin Go to High School (colonna sonora)
Mac & Devin Go to High School è un album in collaborazione dei rapper Wiz Khalifa e Snoop Dogg, pubblicato il 13 dicembre 2011 dalla Atlantic Records.
L'album è la colonna sonora dell'omonimo film diretto da Dylan Brown e che vede i due cantanti tra gli attori che hanno preso parte alla pellicola. Dall'album sono stati estratti due singoli: Young, Wild & Free con Bruno Mars e Smokin On con Juicy J.

## Tracce
1. Smokin' On (featuring Juicy J) - 4:28
2. I Get Lifted (featuring LaToiya Williams) - 4:52
3. You Can Put it in a Zag, I'mma Put it in a Blunt - 3:19
4. 6:30 - 4:10
5. Talent Show - 4:35
6. Let's Go Study - 4:05
7. Young, Wild & Free (featuring Bruno Mars) - 3:27
8. OG (featuring Curren$y) - 4:58
9. French Inhale (featuring Mike Posner) - 2:39
10. It Could Be Easy - 4:48
11. World Class - 3:30
12. That Good - 3:48

Tracce bonus
1. High School - 3:28
2. Dev's Song - 4:30